# Kristen Ariza
Kristen Ariza (* vor 1992 in Orlando, Florida) ist eine US-amerikanische Film-, Fernseh- und Theaterschauspielerin.

## Leben
Ariza ist Absolventin der Florida State University School of Theatre. Ihr Fernsehdebüt hatte sie 1992 ihr in der britischen Serie The Tomorrow People, in der sie die Lisa spielt. 2009 übernahm sie in Lie to Me die Rolle von Dr. Cal Lightmans mutiger Assistentin Heidi. Sie hatte etliche weitere Auftritte in Fernsehserien wie etwa in The District – Einsatz in Washington (2003), Charmed – Zauberhafte Hexen (2005), Cold Case – Kein Opfer ist je vergessen (2006), Without a Trace – Spurlos verschwunden (2008), In Gayle We Trust (2010), Navy CIS (2010), Criminal Minds (2011), Bones – Die Knochenjägerin (2013), Castle (2013) und Navy CIS: L.A. (2014).
Zu den Filmen, in denen sie spielte, gehören Beautiful George: Romeo, Juliet and the Darkness (2002), The Utopian Society (2003), Women on Top (2007), Revenge of the Bimbot Zombie Killers (2011) und The Occupants (2014).
Als Theaterschauspielerin spielte sie unter anderem in Kenny Leons Inszenierung von A Christmas Carol im The Alliance Theatre, die Lisa in Rick Shaws Inszenierung von It’s Just Sex am Two Roads Theatre in Los Angeles, die Lady Percy in Henry IV, Part 1; Macbeth auf dem Georgia Shakespeare Festival und die Isabella in Maß für Maß am American Globe Theatre in New York City.

## Filmografie
- 1992: The Tomorrow People (Fernsehserie, 6 Folgen)
- 2002: Beautiful George: Romeo, Juliet and the Darkness
- 2003: The District – Einsatz in Washington (The District, Fernsehserie, Folge 3x11)
- 2003: Friends (Fernsehserie, Folge 9x13 Kuss mit Folgen)
- 2003: The Utopian Society
- 2004: Absolut relativ (It’s All Relative, Fernsehserie, Folge 1x20)
- 2004: Medical Investigation (Fernsehserie, Folge 1x04)
- 2004: Star Trek: Enterprise (Fernsehserie, Folge 4x06 Die Augments)
- 2005: Numbers – Die Logik des Verbrechens (Numb3rs, Fernsehserie, Folge 1x01 Brandzeichen)
- 2005: Charmed – Zauberhafte Hexen (Charmed, Fernsehserie, Folge 7x15 Feuer und Flamme)
- 2005: The Inside (Fernsehserie, Folge 1x07)
- 2005: Strong Medicine: Zwei Ärztinnen wie Feuer und Eis (Strong Medicine, Fernsehserie, Folge 6x12)
- 2005: Surface – Unheimliche Tiefe (Surface, Fernsehserie, Folge 1x01)
- 2006: Cold Case – Kein Opfer ist je vergessen (Cold Case, Fernsehserie, Folge 3x12 Nirvana)
- 2006: The Unit – Eine Frage der Ehre (The Unit, Fernsehserie, Folge 1x02 Stress)
- 2006: Related (Fernsehserie, Folge 1x17)
- 2006: Blocked
- 2006: Pepper Dennis (Fernsehserie, Folge 1x07)
- 2007: Close to Home (Fernsehserie, Folge 2x15)
- 2007: Side Order of Life (Fernsehserie, Folge 1x09)
- 2007: Women on Top
- 2008: Ylse (Fernsehserie)
- 2008: Raising the Bar (Fernsehserie, Folge 1x04)
- 2008: Without a Trace – Spurlos verschwunden (Without a Trace, Fernsehserie, Folge 7x05 20 Minuten)
- 2008: The Madness of Jane (Fernsehfilm)
- 2009: Grey’s Anatomy (Fernsehserie, Folge 6x04 Die verdammten Verpflichtungen)
- 2009: Lie to Me (Fernsehserie, 10 Folgen)
- 2010: Navy CIS (NCIS, Fernsehserie, Folge 8x04 Schmutzige Millionen)
- 2010: In Gayle We Trust (Fernsehserie, 2 Folgen)
- 2011: Revenge of the Bimbot Zombie Killers
- 2011: General Hospital (Fernsehserie, Folge 12315)
- 2011: Criminal Minds (Fernsehserie, Folge 7x02 Das blaue Kleid)
- 2012: Harry’s Law (Fernsehserie, Folge 2x20)
- 2012: The Obama Effect
- 2013: Emily Owens (Fernsehserie, Folge 1x13)
- 2013: Bones – Die Knochenjägerin (Bones, Fernsehserie, Folge 9x05 Ein Vorbild als Vogelfutter)
- 2013: Speak Now
- 2013: Castle (Fernsehserie, Folge 6x10 Der Gute, die Bösen und das Baby)
- 2014: The Occupants
- 2014: Navy CIS: L.A. (NCIS: Los Angeles, Fernsehserie, Folge 5x22 Die Mauer)
- 2014: Revenge of the Bimbot Zombie Killers
- 2014: Scorpion (Fernsehserie, Folge 1x11 Ghosts)
- 2015: Parks and Recreation (Fernsehserie, Folge 7x12 Ein letzter Coup)
- 2015: American Horror Story (Fernsehserie, Folge 5x05 Zimmerservice)
- 2016: Auf Treu und Glauben (Confirmation, Fernsehfilm)
- 2016: Bumble Bust
- 2016–2018: StartUp (Fernsehserie, 24 Folgen)
- 2017: Beyond Skyline
- 2017–2018: The Fosters (Fernsehserie, 9 Folgen)
- 2018–2020: Bosch (Fernsehserie, 6 Folgen)
- 2022: The Blonde Experiment
- 2022: Give Me an A
- 2022: Big Shot (girls basketball, Fernsehserie, Folge 2x06)
- 2023: Rebirth - Die Apokalypse beginnt (Resurrected)
- 2023: All Rise – Die Richterin (All Rise, Fernsehserie, Folge 3x14)
- 2023: Hiding Places
- 2024: Museum Worthy (Kurzfilm)